# Schronisko PTTK „Andrzejówka”

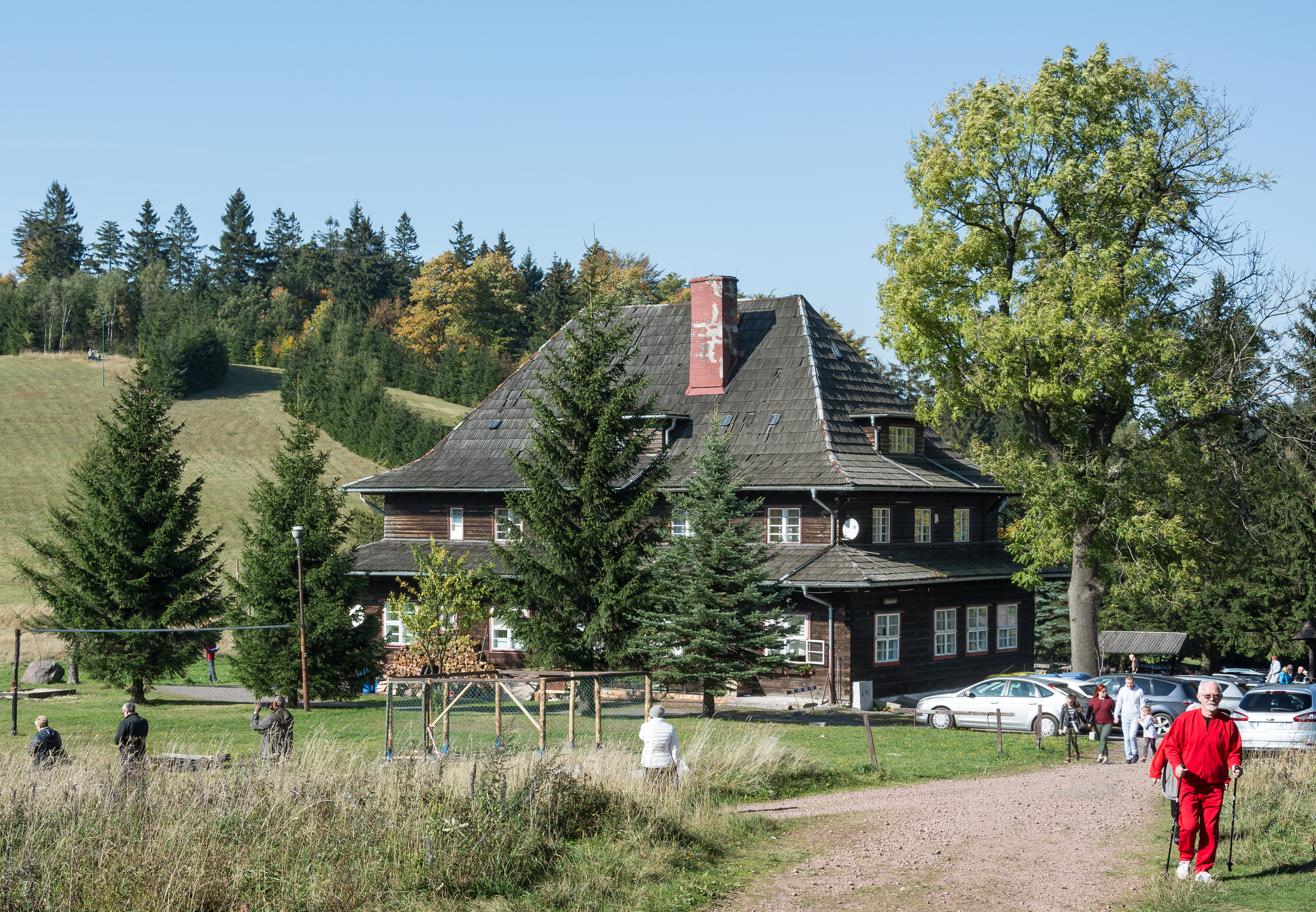
Schronisko PTTK „Andrzejówka” od południa

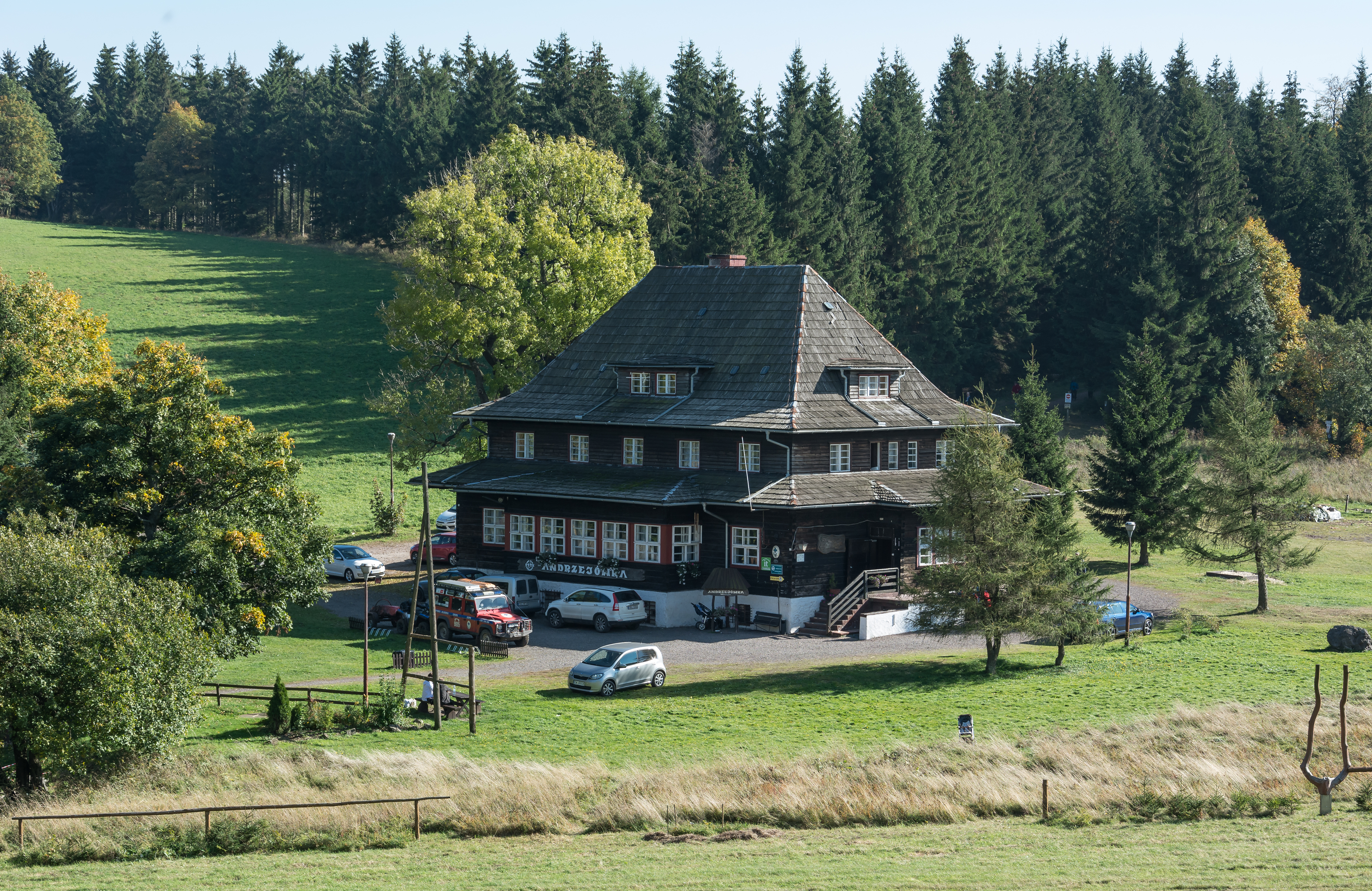
Andrzejówka od północnego zachodu

Schronisko PTTK „Andrzejówka” – schronisko położone na Przełęczy Trzech Dolin pod szczytem Waligóry (936 m n.p.m.) w Górach Suchych, cz. Gór Kamiennych w Sudetach Środkowych – w miejscowości Rybnica Leśna. Do schroniska można dojechać autobusem linii nr 12 komunikacji miejskiej w Wałbrzychu.

## Historia
Schronisko zostało otwarte 21 października 1933 przez towarzystwo turystyczne z Wałbrzycha WGV z inicjatywy jego prezesa, aptekarza Andreasa Bocka, od którego imienia nazwano je Andreasbaude. Projektantem był wałbrzyski architekt F. W. Kronke, a autorem wystroju wnętrz H. Brochenberger, roboty murarskie wykonała firma Becker&Bergman z Wałbrzycha, a konstrukcje drewniane wałbrzyska firma Patrick. Był to nowoczesny obiekt wyposażony we wszystkie instalacje. W momencie otwarcia w obiekcie było 220 miejsc gastronomicznych w 3 salach jadalnych oraz 25 miejsc noclegowych – 3 pokoje 1-osobowe, 8 pokoi 2-osobowych oraz 2 pokoje 3-osobowe. Nocleg kosztował 1,75 – 2,25 marki. Pierwszymi właścicielami było małżeństwo Otto i Margarethe Rübartsch – szynkarze spod Dusznik.
W 1936 przez dwa tygodnie mieszkała w „Andrzejówce” królowa holenderska Wilhelmina z córką księżną Julianą.
W 1944 obiekt zajęły władze nazistowskie i przekazały Hitlerjugend, jako miejsce odpoczynku i szkolenia. W styczniu 1945 przejął je Wehrmacht na siedzibę grupy obrony przeciwlotniczej.
W maju 1945 rodzina Rübartsch opuściła obiekt, przejęło je Dolnośląskie Zjednoczenie Przemysłu Węglowego jako dom kolonijny, a w 1948 wałbrzyski oddział PTT (choć nadal służył jako miejsce organizowania kolonii). Oficjalne otwarcie jako schroniska PTTK nastąpiło w 1953, obiektowi nadano imię Mirosława Krajewskiego, jednak ta nazwa nie przyjęła się wśród turystów. W 1955 zaadaptowano sąsiedni budynek jako część noclegową i zwiększono w ten sposób liczbę miejsc do 100. Obecnie ten budynek jest opuszczony i nieużywany.
W 1968 obok „Andrzejówki” powstały pierwsze wyciągi narciarskie, a w 1978 odbył się pierwszy Bieg Gwarków. W 1981 na ścianie schroniska odsłonięto tablicę pamiątkową ku czci znakarza Jerzego Cholewickiego.
W sierpniu 2009 schronisko zajęło piąte miejsce w rankingu schronisk górskich PTTK, sporządzonym przez polski magazyn turystyki górskiej n.p.m. Dwa lata później, w sierpniu 2011 zajęło drugie miejsce w drugiej edycji rankingu, natomiast w 2013 roku, w trzeciej edycji, zajęło pierwsze miejsce.

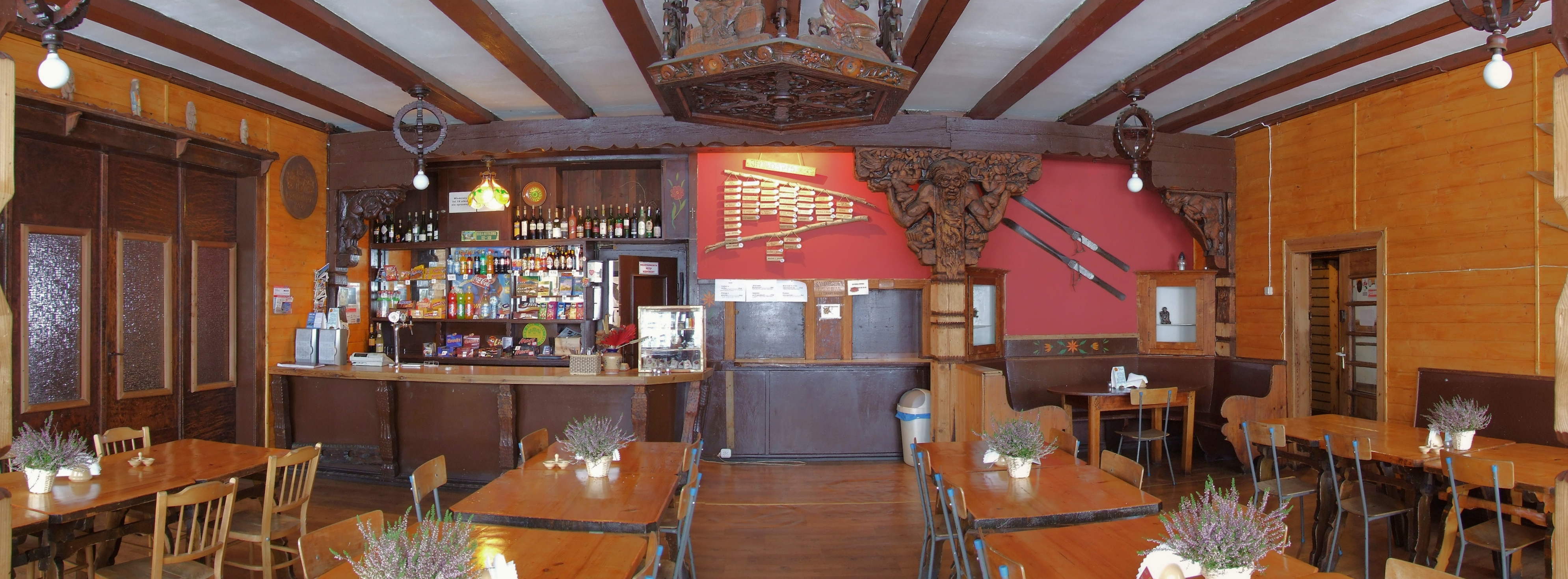
Bufet w „Andrzejówce”

## Gospodarze i kierownicy
- O. Rübartsch
- bracia Marcinkowscy
- rodzina Pohribniaków

## Szlaki turystyczne
Konne:

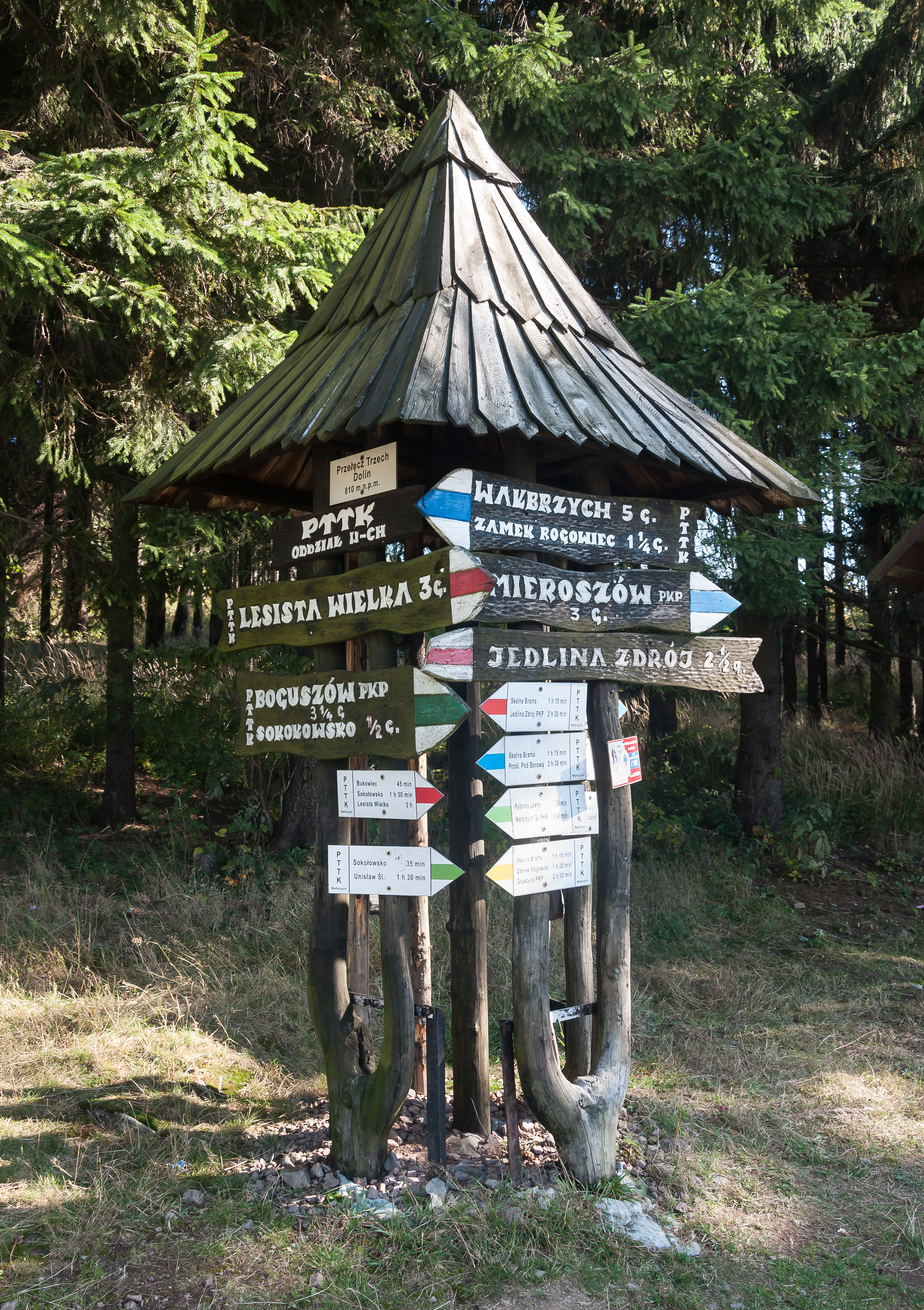
Węzeł szlaków przy Andrzejówce

- z Nowej Rudy do Bukówki (Główny Sudecki Szlak Konny)

Piesze:
- czerwony z Jedliny do Sokołowska (Główny Szlak Sudecki im. M. Orłowicza),
- żółty z Głuszycy do Sokołowska,
- zielony z Wałbrzycha do Unisławia Śląskiego,
- niebieski z Mieroszowa do Rybnicy,
- czarny do Przełęczy Pod Szpiczakiem.

Rowerowe górskie (wyznakowane w 2004 roku przez gminę Głuszyca):
- zielony wokół Głuszycy,
- niebieski z Radosnej do Trzech Strug.

Narciarski:
- czerwony prowadzący do schroniska Zygmuntówka na Przełęczy Jugowskiej w Górach Sowich.